# Fons Oerlemans
Fons Oerlemans (Nieuwmoer, 12 juli 1938) is een Belgisch ontdekkingsreiziger, diepzeeduiker, documentairemaker, avonturier, schrijver, ballonvaarder en uitvinder. Hij staat vooral bekend om zijn zeereizen.

## Biografie

### Jeugd
Oerlemans groeide op tijdens de Duitse bezetting in de Tweede Wereldoorlog. Zijn vader werd gearresteerd door de Gestapo en gedwongen versterkingen te bouwen in bezet Frankrijk. De man wist later echter te ontsnappen en dook onder. Oerlemans overleefde als kind twee maal een V1- en V2-bombardement, maar raakte hierbij wel gewond en het huis van zijn ouders werd hierbij volledig vernield.
Als jongeman had Oerlemans belangstelling voor techniek, zeevaart en luchtvaart. Toen hij veertien jaar oud was bouwde hij zijn eerste houten vlot. Later maakte hij ook zijn eigen vliegmachines. Toen hij 21 jaar oud werd ontstond bij hem de drang om te reizen.

### Zeereizen
Oerlemans werd tijdens de jaren 70 bekend toen hij op 26 oktober 1974 met zijn zelfgebouwde vlot De Laatste Generatie vanuit Safi, Marokko met twee metgezellen, de Gentenaar Raoul De Boel en Marokkaan Chribatou Hassan, de Atlantische Oceaan overstak. De tocht was niet zonder gevaren: er was geen medische hulp voorhanden en de weersomstandigheden maakten de dingen er ook niet eenvoudiger op. Elke zondagmiddag zorgde Jan Van Rompaey in het radioprogramma Jan en Alleman voor een rechtstreekse verbinding met Oerlemans op zijn vlot. De reis duurde drie maanden en op 16 januari 1975 kwamen ze veilig aan in Port of Spain, Trinidad.
Oerlemans zou nog vele zeereizen ondernemen. In 1976 bouwde hij vanuit een oude stoomketel een soort duikboot waarmee men onder water konden kijken: De Seaview. In 1978 ontwierp hij een ballon waarmee hij als eerste de Atlantische Oceaan wilde overvliegen, maar enkele Amerikaanse ballonvaarders waren hem voor. Oerlemans scheidde rond deze tijd van zijn eerste vrouw en hertrouwde met de Nederlandse Kee Arens. Met haar maakte hij in 1979 een nieuwe twee maanden durende zeereis met het vlot De Laatste Generatie, ditmaal vanuit Gran Canaria naar Barbados. Arens haalde er zelfs het Guinness Book of Records mee, omdat ze als eerste vrouw per vlot de oceaan was overgestoken.
Eind 1980 maakten ze met drie Nederlandse metgezellen een nieuwe zeereis, van Gran Canaria naar Barbados met de Seaview, maar door stormen en andere tegenslagen duurde de reis langer dan voorzien: zes maanden. Op 17 augustus 1983 trok het echtpaar de zee op met een vlot waar een vrachtwagen op een drijfstel van buizen was aangesteld. Ze voeren vanuit New York naar Lissabon in 52 dagen tijd, nadat ze onder meer een orkaan hadden moeten trotseren. In 2007 staken hij en zijn vrouw in een reuzengrote stalen fles de Atlantische Oceaan over. Oerlemans en Arens kregen twee zonen.

### Andere activiteiten en wetenswaardigheden
Hij maakte drie documentairefilms, waarvan de eerste een prijs ontving tijdens het Internationaal Radio- en Televisiefestival van Monte Carlo. Hij werd door Hugo RAU opgenomen in de reeks 'Ontdek de Wereld', filmvoorstellingen met commentaar in alle grote- en minder grote zalen in Vlaanderen, en ettelijke scholen. Fons werd een belangrijke medewerker. Zijn reiservaringen schreef hij ook neer in een aantal boeken. In 2005 eindigde hij op nr. 304 tijdens de verkiezing van de Vlaamse versie van De Grootste Belg.
In het voorjaar van 2021 waren Oerlemans en zijn vrouw te zien in het programma Don't Worry Be Happy op Play4.
Sinds 1 juli 2018 zijn Fons en Kee vaste 'medebewoners' en 'bouwers' van Stormkop, een culturele vrijhaven aan de Droogdokken op het eilandje in Antwerpen.
- International Standard Name Identifier: 0000 0003 6892 590X
- Nederlandse Thesaurus van Auteursnamen: 070443203
- Virtual International Authority File: 281572610
- WorldCat: E39PBJvmHrWH9rgvp89XBWjcT3